# Szokolnyicseszkaja
A Szokolnyicseszkaja (oroszul: Сокольническая линия) a moszkvai metró egyes számú, piros vonala. 1935-ben nyitották meg, és ezzel a hálózat legidősebb tagja. 2018-ban hossza 32,646 kilométer, állomásainak száma 22.
A vonalat két kocsiszín, a Szevernoje (’északi’, 1935 óta) és a Cserkizovo (1989 óta) látja el 81–717/714 típusú, hat- és hétkocsis szerelvényekkel.

## Története
A moszkvai metró építését 1931-ben kezdték meg a Ruszakovszkaja utcán mélyített tárnával az SZKP KB júniusi plénumának döntése alapján. A városi körülményekhez alkalmazkodva kombinált módszert alkalmaztak, a mély és a kéreg alatti vonalvezetést váltogatva. Az első vonat 1935. február 5-én halad végig a Szokolnyiki állomástól a Park Kulturi állomásig, illetve onnan tovább a Szmolenszkaja állomásig, ami ma már a Filjovszkaja vonal része (összesen 11,6 km). A rendszeres közlekedés május 15-én indult meg.

## Állomások
| Állomás                     | Átszállások                        |
| --------------------------- | ---------------------------------- |
| Bulvar Rokosszovszkovo      |                                    |
| Cserkizovszkaja             |                                    |
| Preobrazsenszkaja ploscsagy |                                    |
| Szokolnyiki                 |                                    |
| Krasznoszelszkaja           |                                    |
| Komszomolszkaja             |                                    |
| Krasznije vorota            |                                    |
| Csisztije prudi             |                                    |
| Lubjanka                    |                                    |
| Ohotnij Rjad                |                                    |
| Bibliotyeka imenyi Lenyina  |                                    |
| Kropotkinszkaja             |                                    |
| Park Kulturi                |                                    |
| Frunzenszkaja               |                                    |
| Szportyivnaja               | Fájl:Fájl:Moskwa Metro Line 14.svg |
| Vorobjovi Gori              |                                    |
| Unyiverszityet              |                                    |
| Proszpekt Vernadszkovo      | Fájl:Moskwa Metro Line 11.svg      |
| Jugo-zapadnaja              |                                    |
| Troparjovo                  |                                    |
| Rumjancevo                  |                                    |
| Szalarjevo                  |                                    |
| Filatov Lug                 |                                    |
| Proksino                    |                                    |
| Olhovaja                    |                                    |
| Novomoszkovszkaja           |                                    |
| Potapovo                    |                                    |

### Névváltoztatások
A vonal fennállása óta az alábbi névváltoztatások történtek:
| Mai megnevezés   | Korábbi megnevezés                              | Időszak   |
| ---------------- | ----------------------------------------------- | --------- |
| Krasznije vorota | Krasznije vorota                                | 1935–1962 |
| Krasznije vorota | Lermontovszkaja                                 | 1962–1986 |
| Csisztije prudi  | Kirovszkaja                                     | 1935–1990 |
| Csisztije prudi  | Mjasznyitszkaja                                 | 1990      |
| Lubjanka         | Dzserzsinszkaja                                 | 1935–1990 |
| Ohotnij Rjad     | Ohotnij rjad                                    | 1935–1955 |
| Ohotnij Rjad     | Imenyi L.M. Kaganovicsa                         | 1955–1957 |
| Ohotnij Rjad     | Ohotnij rjad                                    | 1957–1965 |
| Ohotnij Rjad     | Proszpekt Marxa                                 | 1965–1990 |
| Kropotkinszkaja  | Dvorec szovjetov                                | 1935–1957 |
| Park Kulturi     | Centralnij Park Kulturi i Otdiha imenyi Gorkovo | 1935–1980 |
| Vorobjovi Gori   | Lenyinszkije Gori                               | 1957–2002 |